# Don't Marry for Money
Don't Marry for Money è un film muto del 1923 diretto da Clarence Brown. Sceneggiato da Louis D. Lighton e Hope Loring, aveva come interpreti House Peters, Rubye De Remer, Aileen Pringle, Cyril Chadwick, Christine Mayo, Wedgwood Nowell, George Nichols, Hank Mann, Charles Wellesley.

## Trama
Marion Whitney si sposa con Peter Smith, un milionario. Ma la vita matrimoniale si rivela noiosa e il marito assai poco romantico. Marion si lascia coinvolgere in un flirt con Martin Crane, donnaiolo e ricattatore, che usa il suo fascino per compromettere le mogli di uomini ricchi. Peter spiega alla moglie i trucchi di Crane: Marion, riconquistata la fiducia nel marito, torna da lui.

## Produzione
Il film fu prodotto dalla Weber & North Productions. Story World and Photodramatist del maggio 1923 riportava che la B. P. Fineman Productions aveva affittato a Hollywood per girarvi il film il Vidor Studio/Vidor Village al 7250 di Santa Monica Boulevard.

## Distribuzione
Distribuito dalla Preferred Pictures Corporation, il film uscì nelle sale cinematografiche statunitensi il 25 agosto 1923 dopo essere stato presentato in prima a New York probabilmente il 19 agosto.
Il copyright del film, richiesto dalla Weber & North Productions, fu registrato il 30 agosto 1923 con il numero LP19363.
Non si conoscono copie ancora esistenti della pellicola che viene considerata presumibilmente perduta.